# Matfors–Vattjoms Järnväg
Matfors-Vattjoms Järnväg (MVaJ) var en järnväg mellan Vattjom och Runsvik. 

## Historia

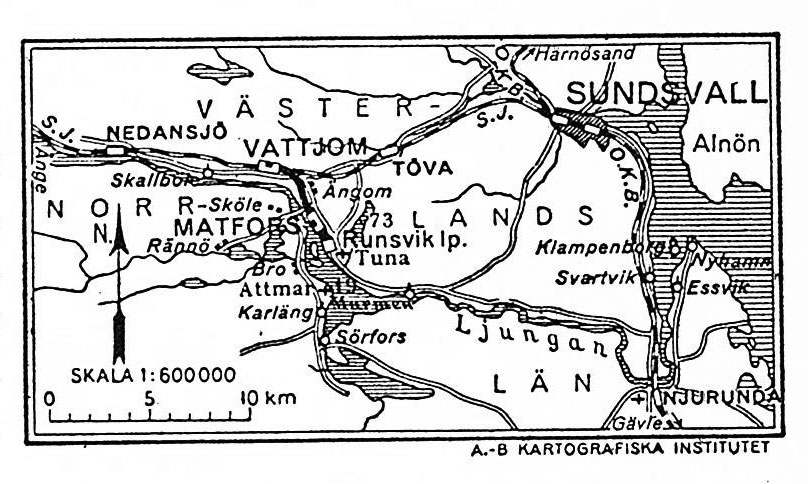
MVaJ. Karta 1926.

Järnvägen byggdes som en 3 km bibana till den smalspåriga 1067 mm Sundsvall-Torpshammars Järnväg (STJ) av Sundsvalls Järnvägsaktiebolag. Bibanans koncession mellan Matfors och Vattjom erhölls den 29 november 1872. Bibanan öppnade för allmän trafik den 13 juli 1875 men godstrafik hade pågått sedan mitten av 1874. En 1 km förlängning byggdes 1874 till Runsvik längs Ljungan som trafikerades sommartid.
Banan mellan Sundsvall och Torpshammar såldes den 1 januari 1885 av Sundsvalls Järnvägsaktiebolag till Svenska staten för att bli en del av Norrländska tvärbanan mellan Sundsvall och Storlien inom Statens Järnvägar (SJ). Bibanan ingick inte i köpet utan den behölls av Sundsvalls Järnvägsaktiebolag och blev en fristående bana med signaturen MVaJ. Redan 1886 byggdes Sundsvall-Torpshammar om till normalspår av SJ.
Vid början av 1887 redovisade Sundsvalls Järnvägsaktiebolag en brist på 70 000 kr. Under året hade man försökte att sälja både den rullande smalspårsmaterielen från MVaJ och banan men hittade inga intressenter. SJ trafikerade sträckan efter övertagandet av STJ och fick förnyat trafikkontrakt till mitten på 1888. Sundsvalls Järnvägsaktiebolag sålde slutligen MVaJ med rullande material till Matfors AB den 30 november 1889. Sundsvalls Järnvägsaktiebolag upplöstes när Matfors AB övertog koncession 17 oktober 1890. Matfors AB gick i konkurs 1892 och MVaJ såldes på auktion till Tuna fabriksaktiebolag som drev trafiken fram till den 1 januari 1903 då MVaJ såldes till den nybildade bolaget Tuna Järnvägsaktiebolag.
Smalspårsdriften fortsatte fram till 1919 när banan blev ombyggd till normalspår som öppnades för drift den 16 januari 1920. Tuna Järnvägsaktiebolag kom att ingå i Svenska Cellulosa AB när det bildades 1929. Persontrafiken på banan upphörde 1931. Förlängningen till Runsvik från Matfors lades ner 1934 och revs. Matfors-Vattjom lades ner 1967. Spåren i Matfors revs 1967 men resterande revs inte förrän 1980.

## Nutid
Banvallen används som lokal gång- och cykelbana. 

## Källhänvisningar
1. ↑  Lantmäteriet Historiska kartor - Tuna 1922 (22-TUN-527)
2. ↑  Lantmäteriet Historiska kartor - Expropriationsmätning - 1883 (22-JVG-X:1)
3. ↑  Nordisk familjebok 1912 Matfors-Vattjoms Järnväg
4. ↑  Historiskt om Svenska Järnvägar Sundsvall - Torpshammars Järnväg med bibanan Matfors-Vattjom
5. 1 2  Järnvägar i historien Arkiverad 12 augusti 2010 hämtat från the Wayback Machine.
6. ↑  Sundsvalls Tidning Årgång 1888 #66
7. ↑  Historiskt om Svenska Järnvägar Matfors - Vattjoms Järnväg
8. ↑  Sveriges statskalender 1925 Matfors-Vattjoms Järnväg